# Brandon Seabrook
Brandon Seabrook (1984) is een Amerikaanse jazzmuzikant (gitaar, banjo).

## Biografie
Seabrook, die studeerde aan het New England Conservatory in Boston, werkt sinds de jaren 2000 samen met Paul Brody (Beyond Babylon), Alex Kontorovich, Peter Evans, Jessica Lurie, Ben Allison, Eivind Opsvik, in de band Black Host van Gerald Cleavers en met de formatie Mostly Other People Do the Killing. In het trio Seabrook Power Plant speelt hij tenorbanjo met zijn broer Jared en bassist Tom Blancarte. In 2014 bracht New Atlantis Records zijn eerste soloalbum Sylphid Vitalizers uit. In 2017 bracht hij het debuutalbum Needle Driver uit van zijn trio met Allison Miller op drums en Johnny DeBlase op bas. Hij werkte ook met Anthony Braxton, Elliott Sharp, Tomas Fujiwara en Joey Arias en was op tournee in Europa met The Jazz Passengers. Op het gebied van jazz was hij tussen 2003 en 2017 betrokken bij 25 opnamesessies tussen 2003 en 2017. The Village Voice heeft hem in 2012 uitgeroepen tot «beste gitarist van New York». In 2019 is hij lid van Gerald Cleavers kwintet Black Host.

## Discografie
- ????: Seabrook Power Plant
- ????: Seabrook Power Plant II, met Judith Berkson
- 2017: Die Trommel Fatale (New Atlantis) met Eivind Opsvik, Chuck Bettis, Dave Treut, Sam Ospovat, Marika Hughes
- 2018: Brandon Seabrook Trio: Convulsionaries

- Biblioteca Nacional de España: XX5446874
- Bibliothèque nationale de France: cb16216880p (data)
- International Standard Name Identifier: 0000 0000 6569 012X
- Library of Congress Control Number: n2009043548
- MusicBrainz: d5828d9c-f8b1-4838-8a30-3d88732af474
- Virtual International Authority File: 91044151
- WorldCat: E39PBJxmDTpwJRky9fXW7RBF8C